# Lembeek
Lembeek (in francese Lembecq) è una frazione del comune belga di Halle situata nella regione delle Fiandre, nella provincia del Brabante Fiammingo.
Al 1º gennaio 2004 contava 7.256 abitanti.

## Geografia fisica
Lembeek si trova sulla Senne e sul canale Bruxelles-Charleroi e fa parte del territorio del Brabantse Leemstreek.

## Storia
Nel XII secolo Lembeek fu contesa tra il duca di Brabante e il conte di Hainaut a causa della sua posizione strategica. Grazie ad un accordo stipulato nel 1194, il suo territorio divenne neutrale. Nel XVIII secolo il governo austriaco promosse la produzione di jenever, il ché recò vantaggi economici a Lembeek in quanto l'esportazione di liquori e l'importazione di materie prime erano esenti da accise e pedaggi. Durante la seconda guerra mondiale la località divenne uno dei nuclei della resistenza belga, che si incontrava nelle cantine del villaggio e che contrabbandava le armi attraverso il confine ad Halle.

## Infrastrutture e trasporti
Lembeek ha una stazione ferroviaria sulla linea 96 Bruxelles - Mons - Quévy.

## Religione
Il villaggio è famoso per la processione di San Verono che parte da Lembeek stessa e che attraversa Tubize passando per Clabecq e Braine-le-Château.